# Rhynchosia fischeri
Rhynchosia fischeri är en ärtväxtart som beskrevs av P.Satyanar. och Krishnamurthy Thothathri. Rhynchosia fischeri ingår i släktet Rhynchosia och familjen ärtväxter. Inga underarter finns listade i Catalogue of Life.